# Regina Masli
Regina Masli (* 1940) ist eine ehemalige indonesische Badmintonspielerin. Sie wurde 1975 Weltmeisterin mit der indonesischen Damenmannschaft sowie 1972 und 1978 Vizeweltmeisterin.

## Karriere
Im Endspiel um den Uber Cup 1972 traf das aufstrebende indonesische Team auf Japan, verlor jedoch mit 1:6. Masli blieb dabei mit Intan Nurtjahja als Partnerin in beiden Doppeln sieglos. In der ersten Begegnung unterlagen sie Etsuko Takenaka und Machiko Aizawa mit 5:15, 15:11 und 7:15, die zweite verloren sie gegen Noriko Nakayama und Hiroe Yuki mit 8:15 und 8:15.
Im Endspiel um den Uber Cup 1975 traf das indonesische Team einmal mehr auf Japan und gewann erstmals mit 5:2. Regina Masli gewann in dieser Partie ihre beiden Doppel mit Minarni gegen Etsuko Takenaka und Machiko Aizawa sowie gegen Hiroe Yuki und Mika Ikeda.
1978 holte sich Japan die Trophäe wieder zurück und besiegte die Indonesierinnen mit 5:2. Diesmal verlor Regina Masli beide Doppel mit Theresia Widiastuti gegen Etsuko Takenaka und Machiko Aizawa sowie gegen Mikiko Takada und Atsuko Tokuda.
In den Einzeldisziplinen wurde sie 1974 erste im Mixed mit Christian Hadinata bei den Asienspielen. 1976 wurde sie Asienmeisterin im Damendoppel mit Theresia Widiastuti.